# Grigorij Motovilov
Grigorij Vadimovič Motovilov (in russo Григорий Вадимович Мотовилов?; Mosca, 7 febbraio 1998) è un cestista russo.

## Carriera
Con la Russia ha disputato i Campionati mondiali del 2019.